# Theodoros Pelecanos

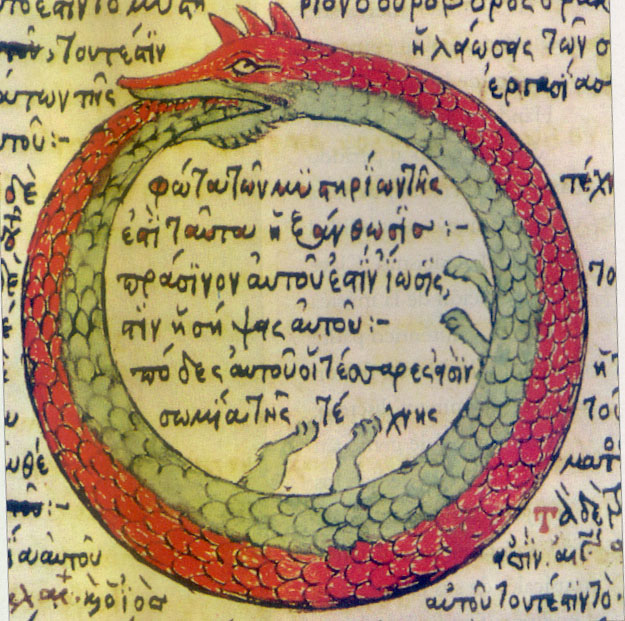
Zeichnung des Ouroboros, 1478

Theodoros Pelecanos aus Korfu war ein griechischer Schreiber aus dem 15. Jahrhundert. Er ist ausschließlich aufgrund seiner Kopie einer Sammlung mittelalterlicher alchemistischer Werke bekannt.

## Werk
Im Jahr 1478 erschuf Pelecanus ein Manuskript, heute genannt Parisinus graecus 2327, das nun in der Bibliothèque Nationale in Frankreich aufbewahrt wird. Neben Werken unbekannter Herkunft enthält das Manuskript auch Kopien einiger Texte aus dem 11. Jahrhundert, aus der Zeit des byzantinischen Mönches Psellus. Heute wird seine Quelle als das Marcianus Graecus 299-Manuskript aus dem 6. oder 7. Jahrhundert vermutet, wobei die beiden Manuskripte möglicherweise auch eine seithere verlorene Drittquelle teilen könnten. Der Marcianus Graecus 299 ist heute in der Biblioteca Marciana, Venedig zu finden.
Das Manuskript selbst beinhaltet unter anderem eine Kopie eines verschollenen Trakts des Synesius, den Synosius. Diese Kopie schmückt eine bekannte Zeichnung des Ouroboros, ein antikes alchemistisches Symbol für die Ewigkeit, und den Kreislauf des Lebens und des Todes.